# Hogna raffrayi
Hogna raffrayi là một loài nhện trong họ Lycosidae.
Loài này thuộc chi Hogna. Hogna raffrayi được Eugène Simon miêu tả năm 1876.